# Ле Галь, Патрик
Патри́к Ле Галь (фр. Patrick Le Gal , 14 января 1953 года, Эрмон, Франция) — католический прелат, епископ Тюля с 12 сентября 1997 года по 23 мая 2000 год, военный ординарий Франции с 23 мая 2000 года по 7 октября 2009 год, вспомогательный епископ архиепархии Лиона с 7 октября 2009 года.

## Биография
21 марта 1982 года Патрик Ле Галь был рукоположён в диакона и 8 декабря 1982 года — в священника.
12 сентября 1997 года Римский папа Иоанн Павел II назначил Патрика Ле Галя епископом Тюля. 7 декабря 1982 года в состоялось рукоположение Патрика Ле Галя в епископа, которое совершил архиепископ Бородо кардинал Пьер-Мари-Луи Эйт в сослужении с епископом Лиможа Лео-Раймоном Сулье и епископом Версаля Жаном-Шарлем Тома.
23 мая 2000 года Римский папа Иоанн Павел II назначил Патрика Ле Галя военным ординарием Франции. На этой должности он находился до 7 октября 2009 года, когда он был назначен вспомогательным епископом архиепархии Лиона и титулярным епископом Аристума.